# Masahiko Ozu
Masahiko Ozu (Japans 小津昌彦, Ozu Masahiko, circa 1950) is een Japanse jazzmuzikant, hij is drummer en percussionist.
Masahiko Ozu werkte vanaf de vroege jaren 70 in de Japanse jazz- en fusion-scene, in het trio en het kwartet van Masaru Imada en het trio van Masahiko Satō (optreden op de Berliner Jazztagen, het album A Path through Haze voor MPS). Met Shoji Nagashiba nam hij in 1972 voor Canyon een jazz/funk-album op (ダブル・ドラム, oftewel Double Drum); de arrangementen kwamen van Koji Makaino.
Vanaf het midden van de jaren 70 werkte hij o.m. met Ann Burton (By Myself Alone), Kazuo Yashiro, Yuzuru Sera en met Akira Miyazawa (Sea Horse, 1989). Tevens leidde hij zijn Masahiko Ozu Group. Na de plaat Midare (1982, met vibrafonist Michiko Takahashi) nam hij in 1983 onder eigen naam het album Dolphin Dance op (met Nobuo Kato, Kenji Nishiyama, Shuichi Enomoto, Toru Tsuzuki en Hideo Kawahara). In de jazz was hij tussen 1970 en 1995 betrokken bij 14 opnamesessies, waaronder een plaat van Shūji Atsuta (Ghost of a Chance). Hij trad als muzikant op in de film Sarabu Mosukawa gurenti (Goodbye Moscow, Hooligans, regie Toshio Takashima).

## Discografie (selectie)
- Michiko Takahashi & Ichiro Masuda, Masahiko Ozu Group: Midare (LOB, 1982)